# 혜명단청박물관
혜명단청박물관은 인천광역시 중구에 있는 사립 박물관이다. 목조 건물을 칠하는 단청을 전문적으로 소개하는 박물관으로, 인천광역시 무형문화재 제14호 단청장으로 등록되어 있는 정성길 관장이 운영하고 있다.